# Житомирский бронетанковый завод
Житомирский бронетанковый завод (укр. Житомирський бронетанковий завод) — государственное предприятие бронетанковой промышленности Украины, расположенное в посёлке городского типа Новогуйвинское Житомирской области. Предприятие осуществляет диагностику, ремонт, техническое обслуживание, переоборудование и модернизацию гусеничной бронетехники советского производства.

## История

### 1943—1991
116-й подвижный танко-агрегатный ремонтный завод был создан 12 октября 1943 года в селе Шрамковка Черкасской области в соответствии с приказом генерала Н. Ф. Ватутина.
После войны предприятие было преобразовано в 141-й бронетанковый ремонтный завод министерства обороны СССР.

### После 1991
После провозглашения независимости Украины, 141-й бронетанковый ремонтный завод был передан в подчинение министерству обороны Украины.
В начале 2000-х годов завод освоил модернизацию БМП-1 до уровня БМП-1У.

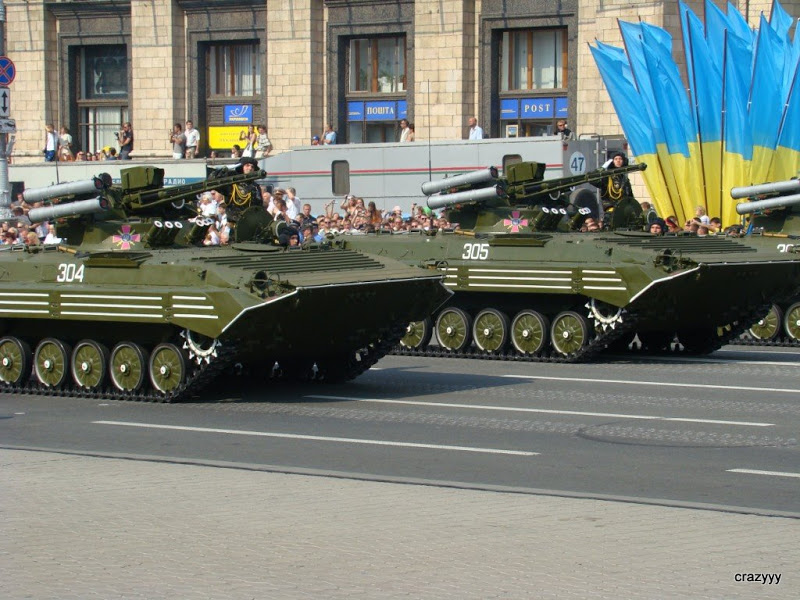
БМП-1У на параде в Киеве. В начале 2000-х завод освоил модернизацию БМП-1 до уровня БМП-1У.

В апреле 2003 года завод получил право продажи на внутреннем рынке страны избыточного военного имущества вооружённых сил Украины, предназначенного для утилизации.
26 июля 2006 года Кабинет министров Украины принял постановление № 1033, в соответствии с которым 141-й завод был преобразован в государственное коммерческое предприятие и переименован в государственное предприятие «Житомирский ремонтно-механический завод».
В 2008 году завод имел возможность:
- производить БРЭМ-2, санитарные машины на базе БМП-1 и патрульные машины «Барьер» на базе БМП-1[1]
- производить боевые унифицированные модули для бронетранспортёров и боевых машин пехоты советского производства (с 30-мм орудием КБА-2, спаренным пулемётом ПКТ и телевизионным прицелом)[1]
- производить агрегаты, запасные части и комплектующие к бронетанковой технике[1]
- производить учебно-тренировочные средства и иное нестандартное оборудование[1]
- модернизировать боевые машины пехоты БМП-1 и БМП-2[1]
- модернизировать бронетранспортёры БТР-50 до уровня БТР-50КМУ[1]
- производить капитальный ремонт плавающих танков ПТ-76, БТР-50, БМП-1, БМП-2, БМД-1, БМД-2 и машин на их базе, а также гусеничных машин ГМ-575, ГМ-568 и ГМ-578[1]
- производить капитальный ремонт двигателей УТД-20 и В6, а также иных агрегатов[1]

После создания в декабре 2010 года государственного концерна «Укроборонпром», 17 января 2011 года завод вошёл в состав концерна. В дальнейшем, «Житомирский ремонтно-механический завод» был переименован в «Житомирский бронетанковый завод».
В октябре 2011 года, впервые после 20-летнего простоя, Житомирский бронетанковый завод вновь открыл цех капитального ремонта колёсной бронетехники.
Весной 2013 года министерство обороны Украины выделило заводу 1,039 млн. гривен для выполнения ремонта одной БМП-3.
25 мая 2013 завод бесплатно передал одну не подлежащую восстановлению БМП-1 остаточной стоимостью 3725,64 гривен Барской районной администрации.
По состоянию на начало августа 2013 года завод был способен выполнить ремонт машин 18 различных типов, кроме того, он выполнял ремонт двигателей к сельскохозяйственной технике.
5 августа 2013 года директор Департамента промышленности, развития инфраструктуры и туризма Житомирской облгосадминистрации Василий Сухораба сообщил, что в течение второго квартала 2013 года 98% продукции предприятия составлял экспорт и только 2% - заказы министерства обороны Украины (всего в апреле - июне 2013 года завод экспортировал продукции на сумму почти 10 млн. гривен).
В октябре 2013 года общая численность работников завода составляла 500 человек, производственные мощности завода позволяли ремонтировать до 30 единиц бронетехники в месяц.
Всего в 2013 году завод отремонтировал для вооружённых сил Украины 4 единицы бронетехники.
27 января 2014 года завод (численность работников которого к этому времени составляла 450 человек) остановил работу в связи с наличием задолженности в размере 191 млн. гривен (при этом, крупнейшим должником завода являлся ГК "Укроборонпром", не выплативший 160 млн. гривен). В этот же день, ГК "Укроборонпром" начал проверку финансово-экономической деятельности завода

### После 22 февраля 2014
В марте 2014 года завод был привлечён к выполнению военного заказа по восстановлению и ремонту бронетехники вооружённых сил Украины. После начала боевых действий на востоке Украины объём работ по выполнению военного заказа был увеличен, поэтому весной 2014 года количество работников завода было увеличено почти до 600 человек.
8 апреля 2014 завод бесплатно передал одну не подлежащую восстановлению БМП-1 в качестве экспоната в военно-исторический комплекс "Скеля" (г. Коростень Житомирской области).
В апреле 2014 года генеральная прокуратура Украины возбудила уголовное дело в отношении завода, поскольку в результате проверки завода было установлено, что в период с 2011 по 2013 годы 78 БМП вооружённых сил Украины, находившихся на ответственном хранении предприятия были разукомплектованы — из них незаконно изъяли 5506 узлов и агрегатов на сумму свыше 12 млн гривен. 19 мая 2014 пресс-служба прокуратуры Центрального региона Украины по надзору за соблюдением законов в военной сфере сообщила, что установленный общий размер ущерба, нанесённого государству вследствие незаконной деятельности, составляет 1 млн. евро.

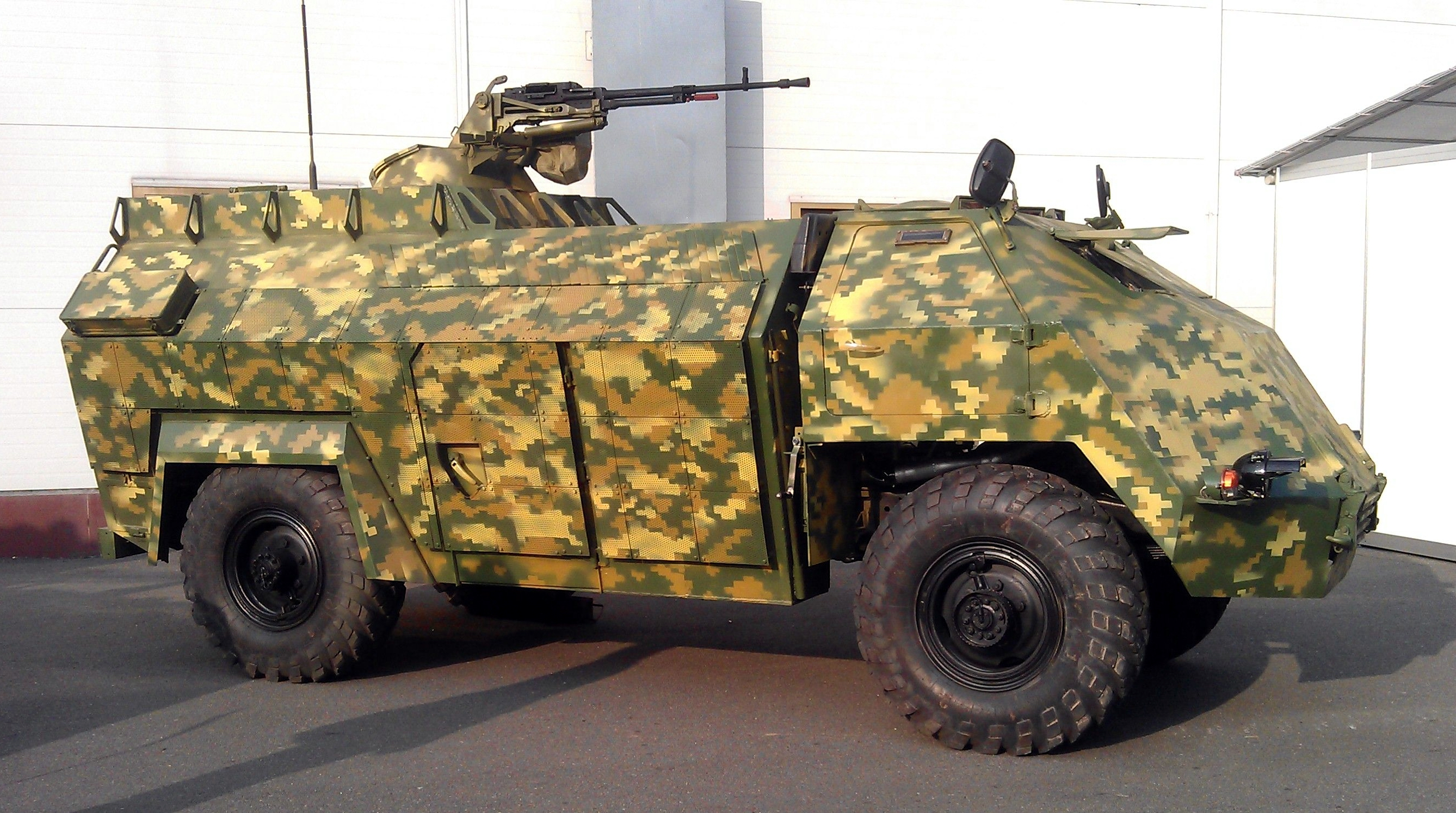
Концепт системы бронированных модулей быстрого монтажа "Овод" в экспозиции Житомирского бронетанкового завода. Выставка "Зброя та безпека", Киев, сентябрь 2015 г.

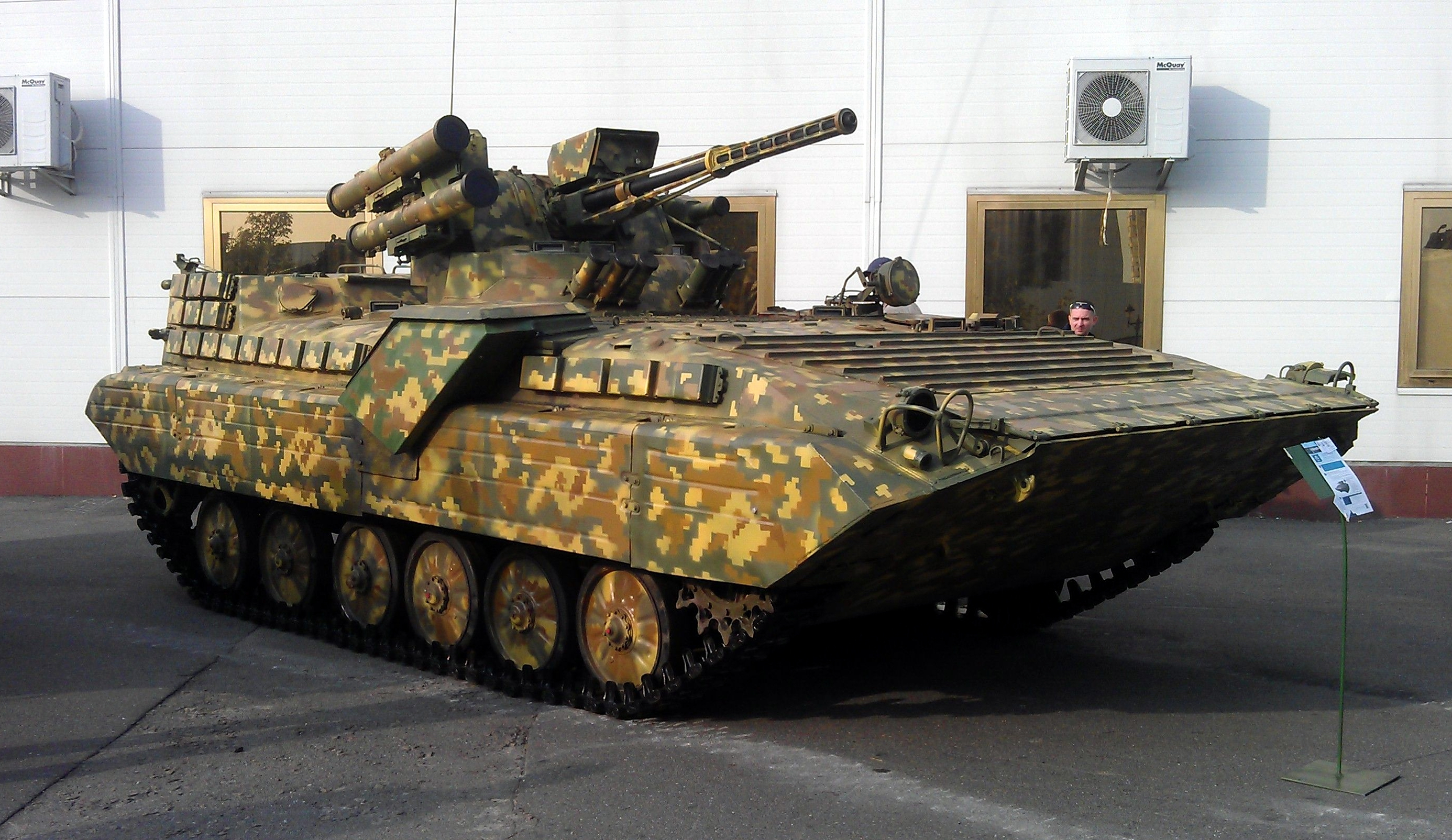
БМП-1УМ в экспозиции Житомирского бронетанкового завода. Выставка "Зброя та безпека", Киев, сентябрь 2015 г.

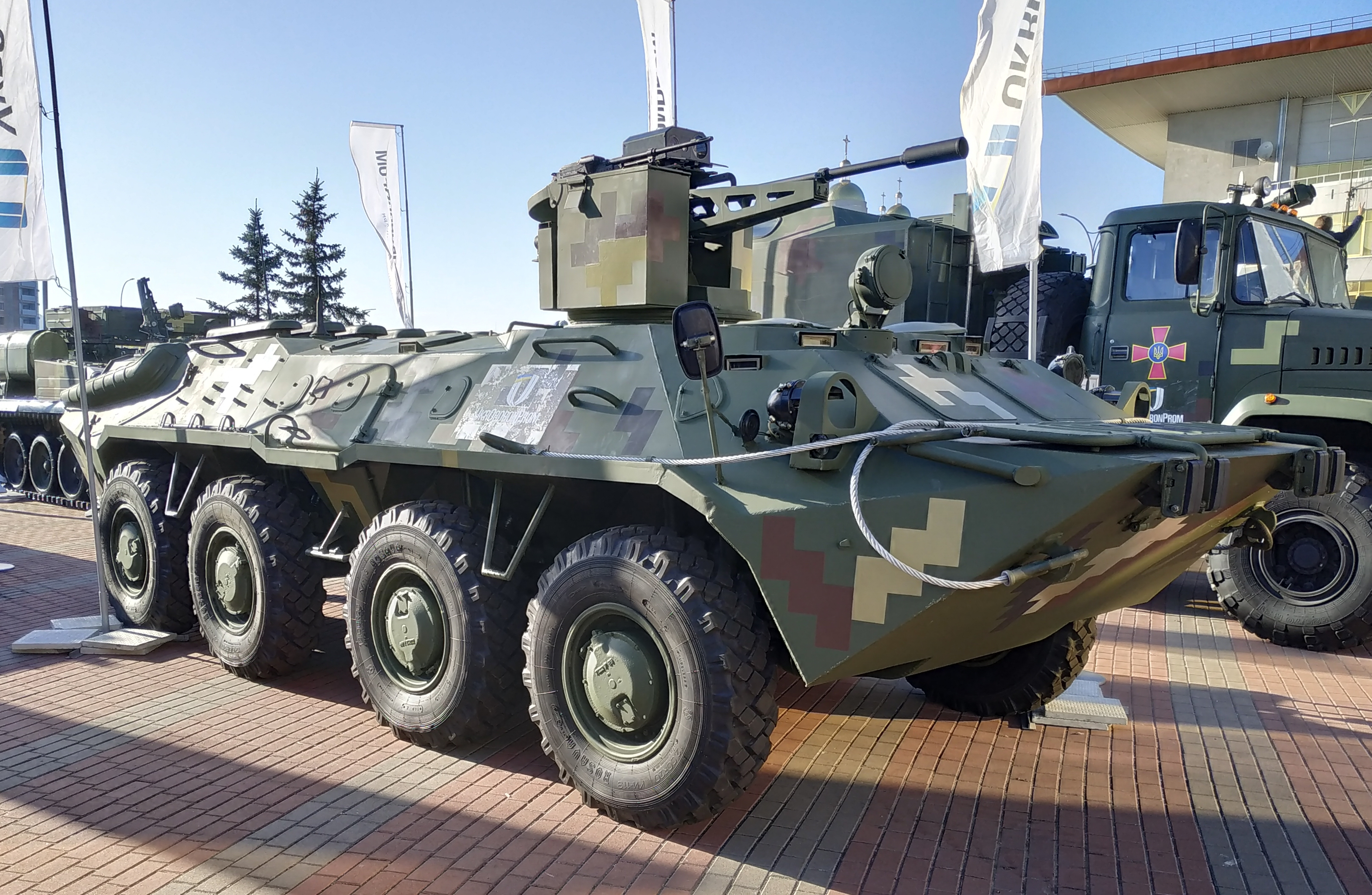
Бронетранспортер БТР-70Д производства Житомирского бронетанкового завода. Выставка "Зброя та безпека", Киев, октябрь 2018 г.

10 июня 2014 министерство обороны Украины объявило, что с заводом заключён договор на капитальный ремонт более чем 100 единиц бронетанковой техники, которые будут направлены в зону АТО для замены вышедшей из строя. Первые партии отремонтированной техники должны были быть возвращены в строй в конце июня 2014 года. Кроме того, завод получил заказ на производство запасных частей для бронетехники и паркового оборудования.
3 июля 2014 министерство обороны Украины выделило заводу 282,09 млн. гривен на ремонт бронетехники.
Также, в июле 2014 года на предприятии была освоена сборка боевого модуля БМ-7 «Парус» для БТР-4.
29 августа 2014 заместитель главы «Укроборонпрома» Сергей Пинькас сообщил, что «Укроборонпром» намерен перевести предприятия на трёхсменный график работы, чтобы повысить производительность на 40 %.
11 сентября 2014 ГК "Укроборонпром" объявил, что завод уже отремонтировал и отправил в войска 16 единиц бронетехники (среди которых БМД, БМП и БРЭМ), а кроме того, на заводе были сформированы три выездные ремонтные бригады из рабочих завода, которые уже отправлены в зону боевых действий на востоке Украины для ремонта техники вооружённых сил Украины.
16 сентября 2014 ГК "Укроборонпром" объявил, что рабочие мощности завода полностью загружены, поэтому для Житомирского бронетанкового завода утверждён план технического развития на период до 2016 года, в соответствии которым число рабочих мест уже увеличено на 200 человек, а также составлен список необходимого для приобретения оборудования.
23 сентября 2014 министр обороны Украины В. В. Гелетей сообщил, что с начала 2014 года завод получил от министерства обороны заказы на ремонт и восстановление 130 единиц бронетехники для вооружённых сил Украины, и первые 19 единиц отремонтированных на заводе единиц военной техники уже поступили в войска на востоке Украины. По официальным данным министерства обороны Украины, общая сумма контрактов, заключённых с заводом министерством обороны Украины составила свыше 280 млн. гривен.
5 октября 2014 руководство завода от имени коллектива работников завода объявило, что завод будет работать в три смены.
23 октября 2014 «Укроборонпром» объявил о намерении унифицировать работу заводов по производству бронетехники (необходимость решения была вызвана тем обстоятельством, что Житомирский бронетанковый завод являлся единственным предприятием на территории Украины, способным осуществить ремонт боевых машин пехоты БМП-1 и БМП-2).
30 октября 2014 министерство обороны Украины выделило 3 555,6 тыс. гривен на приобретение у завода двигателей УТД-20 и запасных частей к БМП и БМД.
5 января 2015 года вооружённым силам Украины передали ещё 42 отремонтированных на заводе боевых машины пехоты БМП-2.
20 февраля 2015 года ГК "Укроборонпром" сообщил, что Житомирский бронетанковый завод начал работы по модернизации БМП-1 и в 2015 году поставит министерству обороны Украины более 50 серийно модернизированных БМП-1, оснащённых боевыми модулями.
5 мая 2015 года А. В. Турчинов сообщил, что с начала 2015 года завод передал в войска 150 единиц техники.
10 июня 2015 генеральный директор ГК "Укроборонпром" Р. А. Романов сообщил, что с начала 2015 года завод изготовил три и отремонтировал ещё 54 единицы вооружения и военной техники.
22 сентября 2015 на оружейной выставке "Зброя та безпека-2015" завод представил демонстрационный образец броневика "Овод" (на шасси ГАЗ-66) и БМП-1УМ (новый вариант модернизации БМП-1). На этой же выставке завод подписал соглашение о сотрудничестве с польской компанией PSO S.A., в соответствии с которым завод получит возможность оснащения выпускаемой бронетехники оптическими приборами польского производства и проводить сервисное обслуживание этих приборов.
19 ноября 2015 года директор завода О. Бабич сообщил в интервью, что численность работников завода увеличена до почти 800 человек, что позволило увеличить объемы производства: с начала января до конца сентября 2015 года завод передал в войска около 180 единиц колёсной и гусеничной техники.
21 января 2016 заместитель директора Житомирского бронетанкового завода был арестован по обвинению в хищении из мобилизационного резерва 20 двигателей общей стоимостью 6,8 млн. гривен, которые в 2014-2015 годы были без документального оформления переданы коммерческой фирме.
В феврале 2016 производственная деятельность Житомирского бронетанкового завода проходила в кооперации с 67 другими предприятиями.
25 мая 2016 года пресс-служба ГК "Укроборонпром" сообщила, что завод освоил производство корпусов БТР-4 и в дальнейшем завод должен освоить производство бронетранспортёров БТР-4.
28 июля 2016 года в "Укроборонпроме" сообщили, что завод полностью освоил производство бронетранспортёров БТР-4.
В сентябре 2016 года завод освоил ремоторизацию БМП-1 и БМП-2 (с заменой стандартного советского двигателя УТД-20 на дизельный двигатель Deutz немецкого производства). 5 октября 2016 года завод представил башенный модуль "Дуплет".
30 марта 2017 премьер-министр Украины В. Гройсман сообщил о намерении привлечь завод к участию в программе модернизации бронетранспортёров БТР-70 (которые должны получить усиленную защиту, боевой модуль "Шквал" и американский двигатель General Motors).
10 октября 2017 завод представил демонстрационный образец боевой машины поддержки танков "Страж" на базе танка Т-64, оснащённую боевым модулем "Дуплет". Бронемашина является совместным проектом Житомирского и Киевского бронетанковых заводов и киевского ГАХК "Артем".
9 октября 2018 года завод представил демонстрационный образец модернизированного бронетранспортёра БТР-70Д(GM) и боевую машину пехоты БМП-М1С (модернизированный вариант БРМ-1К с боевым модулем "Стилет").
В апреле 2019 года работа цеха завода по сборке корпусов для БТР-4 была остановлена.
30 марта 2020 года завод передал в войска ещё семь отремонтированных бронемашин (пять БМП-1 и две БМП-2).
4 марта 2022 года российские военные нанесли авиаудар по Житомирскому бронетанковому заводу.